# Ituiutaba
Ituiutaba este un oraș în Minas Gerais (MG), Brazilia.